# Thyia (Delphi)
Thyia (altgriechisch Θυία) ist in der griechischen Antike ein Kultplatz bei Delphi, der nach Thyia, einer Nymphe und erster Priesterin des Dionysos in Delphi, benannt ist.
Hier errichteten nach Herodot beim Anrücken des persischen Heeres die verängstigten Bewohner von Delphi auf den Rat des Apollon hin den Anemoi, den Windgöttern, einen Altar im Temenos der Thyia und brachten dort den Winden Opfer dar. Diese Opfer bestanden auch nach Ende der persischen Bedrohung weiter.